# Scopula imbella
Scopula imbella är en fjärilsart som beskrevs av W. Warren 1901. Scopula imbella ingår i släktet Scopula och familjen mätare. Inga underarter finns listade.